# طرقی سفلی
طرقی سفلی روستایی در دهستان حصار بخش خبوشان شهرستان فاروج استان خراسان شمالی ایران است.

## جمعیت
بر پایه سرشماری عمومی نفوس و مسکن در سال ۱۳۹۵ جمعیت این مکان ۱۴۱ نفر (۴۱خانوار) بوده‌است.